# Psarocolius angustifrons
Psarocolius angustifrons е вид птица от семейство Трупиалови. Видът е незастрашен от изчезване.

## Разпространение
Разпространен е в Боливия, Бразилия, Колумбия, Еквадор, Перу и Венецуела.